# Muzeum Archidiecezji Częstochowskiej
Muzeum Archidiecezji Częstochowskiej im. bpa Teodora Kubiny w Częstochowie – muzeum położone w Częstochowie. Jego siedzibą jest gmach Wyższego Seminarium Duchownego Archidiecezji Częstochowskiej.

## Historia
Muzeum powstało w 1997 roku, a jego poświęcenia dokonał abp Stanisław Nowak. Powstanie placówki było możliwe m.in. dzięki działalności biskupa Teodora Kubiny, który rozpoczął zbieranie zabytków sztuki sakralnej.

## Zbiory
W zbiorach muzeum znajdują się eksponaty pochodzące z Częstochowy i okolic: rzeźby (m.in. Matka Boża z Dzieciątkiem, datowana na 1430 rok, św. Marcin z Mstowa z ok. 1500 roku, św. Joachim z połowy XVIII wieku) oraz obrazy przedstawiające sceny z życia Chrystusa oraz wizerunki Matki Bożej (w tym jeden najprawdopodobniej autorstwa Stanisława Wyspiańskiego, pochodzący z kościoła św. Marii Magdaleny we Lwowie) i świętych, naczynia oraz szaty liturgiczne. Ponadto eksponowane są okolicznościowe numizmaty i medale.

Placówka organizuje również wystawy współczesnych twórców religijnych.
Muzeum jest czynne od wtorku do soboty.